# Neoempheria goiana
Neoempheria goiana är en tvåvingeart som beskrevs av Coher 1959. Neoempheria goiana ingår i släktet Neoempheria och familjen svampmyggor. Inga underarter finns listade i Catalogue of Life.